# Villodre
Villodre ist ein nordspanisches Dorf und eine Gemeinde (municipio) mit 24 Einwohnern (Stand: 2024) in der Provinz Palencia in der Autonomen Gemeinschaft Kastilien-León.

## Lage und Klima
Villodre liegt in der Region Tierra de Campos auf der kastilischen Hochebene in einer Höhe von ca. 770 m. Der Río Pisuerga begrenzt die Gemeinde im Osten. Die Provinzhauptstadt Palencia befindet sich mit ihrem Stadtzentrum etwa 26 Kilometer (Fahrtstrecke) südwestlich.
Das Klima im Winter ist durchaus kalt, im Sommer dagegen warm bis heiß; die eher spärlichen Regenfälle (ca. 530 mm/Jahr) fallen überwiegend im Winterhalbjahr.

## Bevölkerungsentwicklung
| Jahr      | 1970 | 1981 | 1991 | 2001 | 2011 | 2021 |
| Einwohner | 103  | 81   | 52   | 45   | 20   | 17   |

## Sehenswürdigkeiten

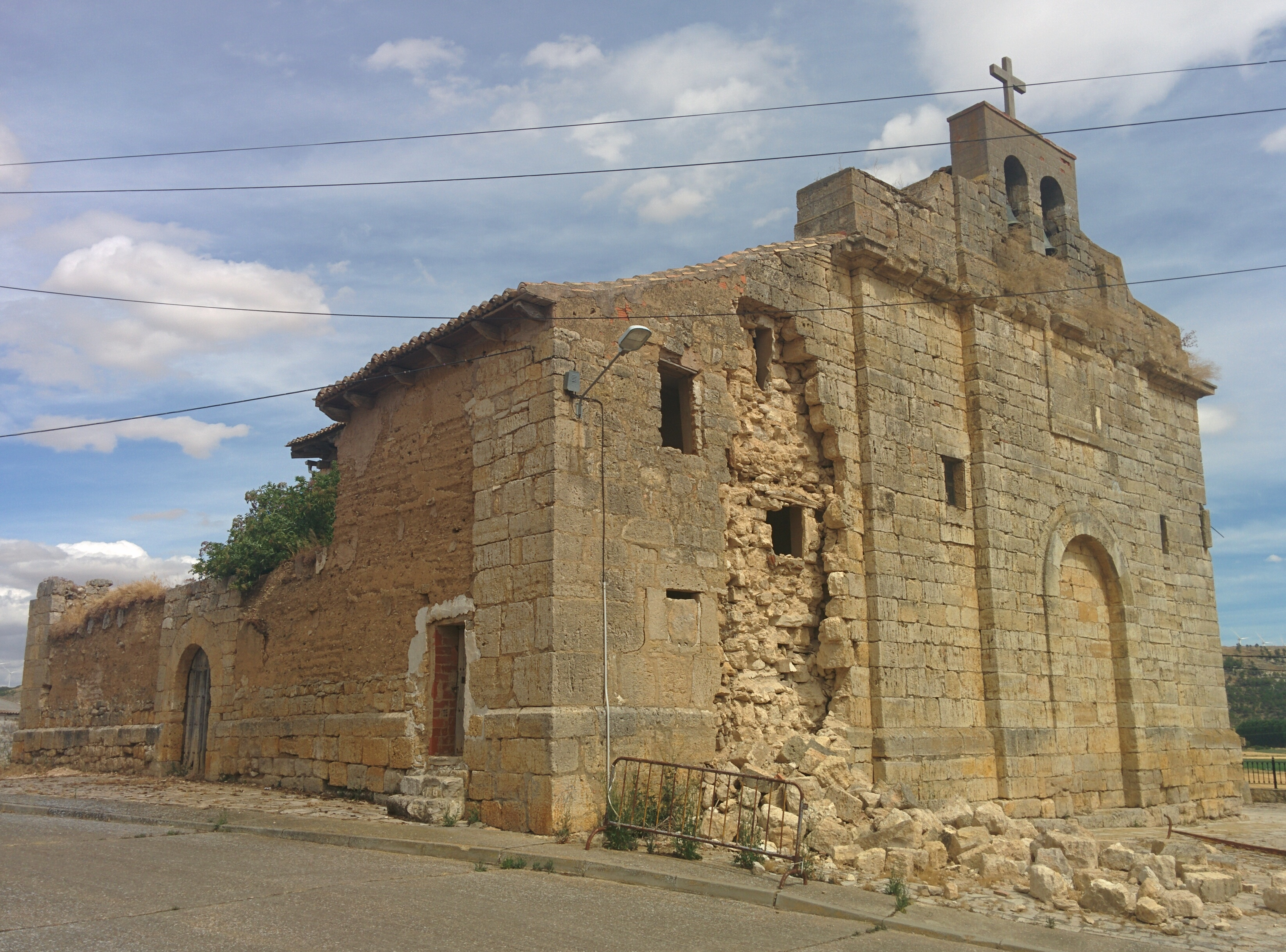
Romanuskirche
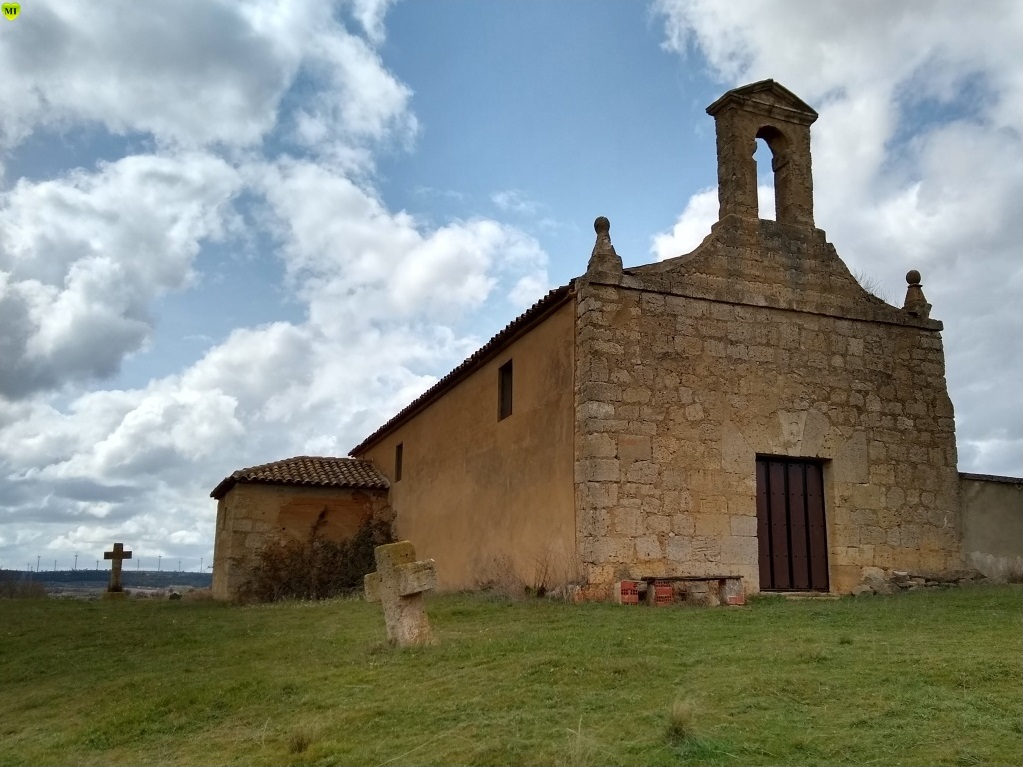
Kapelle
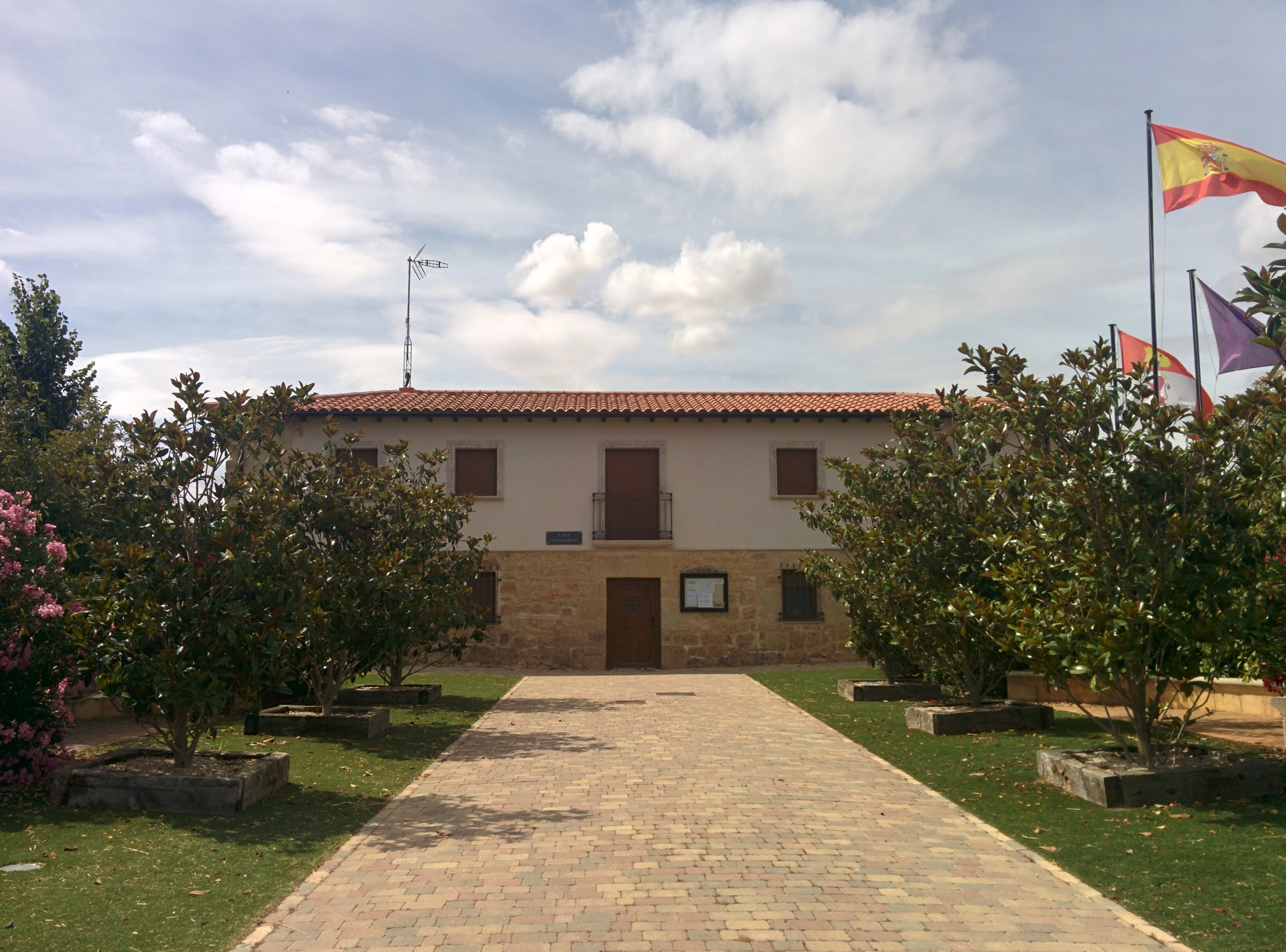
Rathaus

- Romanuskirche
- Kapelle
- Rathaus